# Будинки-ромашки
«Будинки—ромашки» («будинки-початки» або «кукурудза») — експериментальні житлові будинки каркасно-панельної конструкції на Оболонській площі, 2 і 2-а, зведені у стилі неомодернізму.

## Історія забудови мікрорайону

Перший «будинок-ромашка» та універсам № 3 (1981)

У 1970—1972 роках, згідно з генеральним планом розвитку Києва 1967 року, розпочалося прокладання  Оболонського проспекту і забудова житлового масиву на Оболоні. 1977 року на березі Йорданського озера, в межах проспекту і сучасних вулиць Йорданської і Героїв полку «Азов», в цілому сформувався зразково-показовий другий мікрорайон. Тут з'явились багатоквартирні будинки, найсучасніший на той момент у місті універсам № 3, а також два каркасно-панельні будинки-вежі. За свою форму місцеві мешканці прозвали їх «будинками-ромашками», «будинками-початками» або «кукурудзою». Першою, у 1981 році, збудували сімнадцятиповерхову будівлю. Двадцятидвоповерховий будинок завершили у 1990 році.

## 17-поверховий будинок
Будинок № 2 став першою в місті монолітною житловою будівлею.
Авторами споруди був колектив, до складу якого увійшли архітектори Михайло Будиловський, І. Іванов, В. Морозов, В. Коломієць, В. Кацин, а також інженери І. Шапіро, В. Дрізо, Д. Карпець та О. Іванов.
Будинок має форму циліндричної вежі з напівкруглими балконами. Стилобат, нижня частина, оточений колонами-опорами. Квартири розміщені на 15 поверхах. Два нижні поверхи займають технічні приміщення.

## 22-поверховий будинок
1990 року 22-поверховий будинок № 2-а за проєктом архітектора Вадима Ладного став найвищою житловою спорудою міста. Її висота становить 75 метрів.
Будинок також виконаний у формі циліндричної вежі, але на відміну від першої з простішими формами. Стилобат оточений колонами-опорами. На першому поверсі розташований хол, на другому — технічні приміщення, а вище — 120 одно-, дво- і трикімнатних квартир, по шість на поверсі. Будинок має напівкруглі балкони і двостулкові вікна. У бічній частині розміщені сходи.

## Архітектура

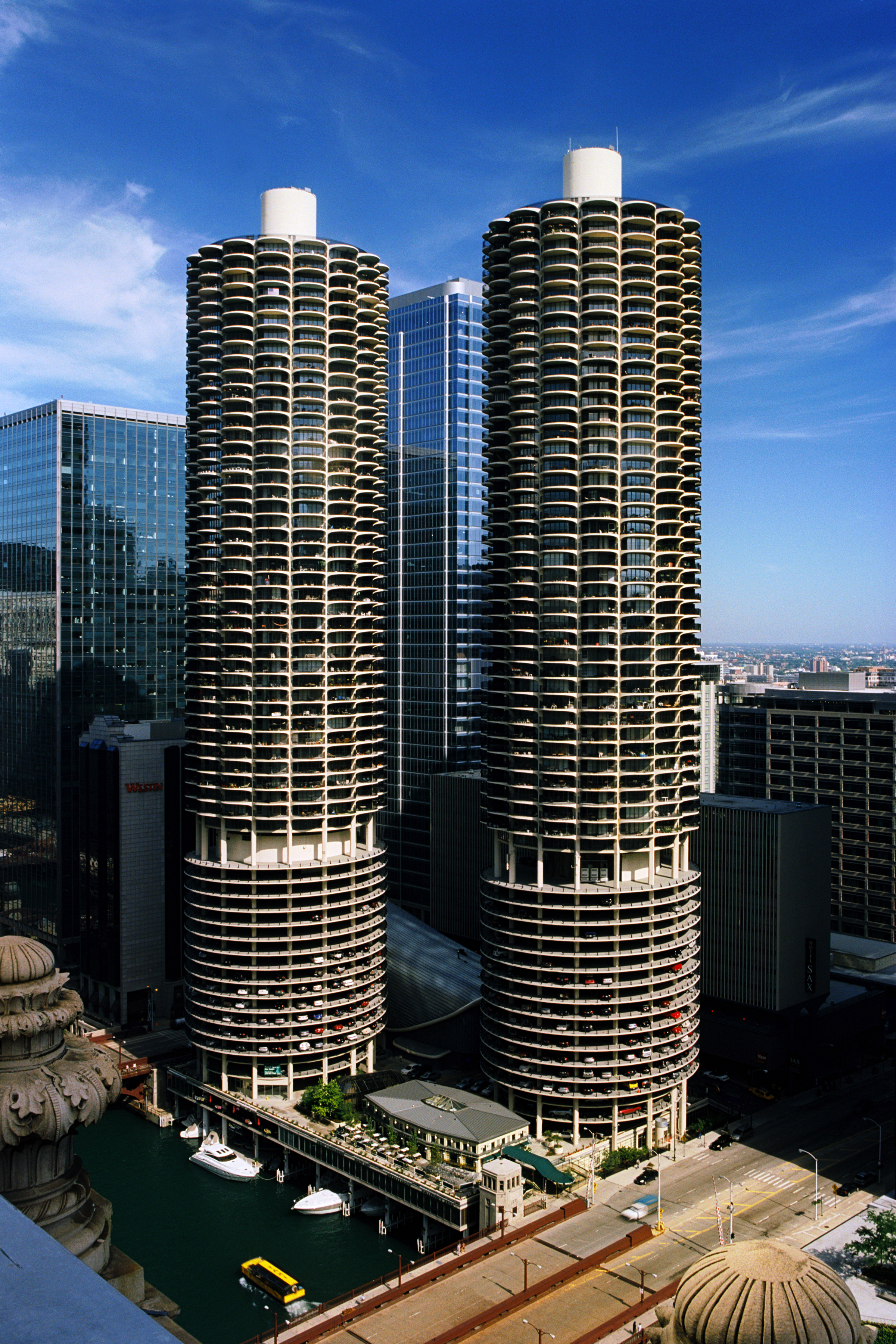
«Марина-Сіті» у Чикаго (1963—1967)

Будівлі зведені з використанням методу змінної опалубки. Її застосовують для бетонування висотних залізобетонних конструкцій із монолітними вертикальними стінами. Будівлю нарощують із застосуванням монолітного каркаса і залізобетонних панелей. Споруди, зведені за такою технологією, мали модерний зовнішній вигляд.
Попри поширену серед киян думку, ці будівлі не унікальні. Циліндричні вежі (багатоквартирні будинки, гуртожитки, офіси) будували як на Заході, так і в СРСР. За 20 років до «ромашок» у Чикаго з'явився комплекс з двох 65-типоверхових будинків «Марина-Сіті», найкраща робота архітектора Бертрана Голдберга. У паризькому передмісті Нантері є схожі «Вежі Айо». Радянські архітектори пильно стежили за архітектурними новаціями західних країн. Ідеї залізобетонних веж брали зокрема із буклету виставки «Архітектура США» 1965 року та західних журналів.
Архітектор першої «ромашки» Михайло Будиловський згадував:

| «У той час у Франції виходив журнал „Архітектура сьогодні“, що перевидавався у Радянському Союзі під назвою „Сучасна архітектура“. Тоді СРСР ще не був учасником міжнародної конвенції з видавництва і, по суті, передруковував цей журнал нелегально. Інформація звідти дуже сильно допомогла нам опанувати сучасні стилі»[7]. |
І вже з 1970-х років вежоподібні споруди набули поширення в Москві, Ленінграді, Мінську, Кишиневі та інших радянських містах.